# Joackim Olsen Solberg
Joackim Andreas Olsen Solberg (Krokstadelva, 11 aprile 1989) è un ex calciatore norvegese, di ruolo difensore.

## Carriera
Olsen Solberg è cresciuto nelle giovanili dello Strømsgodset, senza mai debuttare in prima squadra. Nel 2008 è passato al Mjøndalen, contribuendo alla promozione della squadra in 1. divisjon, arrivata in quello stesso anno.
Il 5 aprile 2009 ha pertanto potuto esordire in 1. divisjon, schierato titolare nella sconfitta per 1-0 patita sul campo del Nybergsund. Il 19 aprile è arrivato il primo gol nel pareggio per 1-1 in casa del Notodden.
Il Mjøndalen ha conquistato la promozione in Eliteserien alla fine del campionato 2014. Il 6 aprile 2015 ha quindi debuttato nella massima divisione locale, schierato titolare nella vittoria per 1-0 sul Viking. Il 5 luglio successivo ha siglato il primo gol, nella sconfitta per 4-2 contro l'Aalesund. La squadra è retrocessa al termine dell'annata.
Diventato capitano nel corso della sua militanza in squadra, il 24 novembre 2016 ha annunciato il proprio addio al Mjøndalen, in scadenza di contratto.
Il giorno seguente, 25 novembre, il Sandefjord ha reso noto d'aver ingaggiato Olsen Solberg, che si è legato al nuovo club con un contratto biennale valido a partire dal 1º gennaio 2017. Il 2 aprile 2017 ha debuttato con questa casacca, in occasione della sconfitta per 2-1 contro il Lillestrøm. Il 16 luglio seguente ha segnato la prima rete in squadra, nel 3-0 inflitto al Tromsø.
Il 20 luglio 2018 ha fatto ufficialmente ritorno al Mjøndalen, a titolo definitivo. Ha contribuito al ritorno in Eliteserien della squadra, al termine di quella stessa stagione. Il 2 febbraio 2021 ha prolungato il contratto che lo legava al club, fino al successivo 31 dicembre.

## Statistiche

### Presenze e reti nei club
Statistiche aggiornate al 31 marzo 2023.
| Stagione          | Club              | Campionato        | Campionato | Campionato | Coppe nazionali | Coppe nazionali | Coppe nazionali | Coppe continentali | Coppe continentali | Coppe continentali | Supercoppe | Supercoppe | Supercoppe | Totale | Totale |
| Stagione          | Club              | Comp              | Pres       | Reti       | Comp            | Pres            | Reti            | Comp               | Pres               | Reti               | Comp       | Pres       | Reti       | Pres   | Reti   |
| ----------------- | ----------------- | ----------------- | ---------- | ---------- | --------------- | --------------- | --------------- | ------------------ | ------------------ | ------------------ | ---------- | ---------- | ---------- | ------ | ------ |
| 2008              | Mjøndalen         | 2D                | ?          | ?          | CN              | ?               | ?               | -                  | -                  | -                  | -          | -          | -          | ?      | ?      |
| 2009              | Mjøndalen         | 1D                | 27         | 1          | CN              | ?               | ?               | -                  | -                  | -                  | -          | -          | -          | 27+    | 1+     |
| 2010              | Mjøndalen         | 1D                | 27         | 3          | CN              | 3               | 0               | -                  | -                  | -                  | -          | -          | -          | 30     | 3      |
| 2011              | Mjøndalen         | 1D                | 28         | 5          | CN              | 3               | 1               | -                  | -                  | -                  | -          | -          | -          | 31     | 6      |
| 2012              | Mjøndalen         | 1D                | 27+1       | 2+0        | CN              | 3+              | 0               | -                  | -                  | -                  | -          | -          | -          | 31+    | 2+     |
| 2013              | Mjøndalen         | 1D                | 27+2       | 1+0        | CN              | 4               | 0               | -                  | -                  | -                  | -          | -          | -          | 33     | 1      |
| 2014              | Mjøndalen         | 1D                | 29+4       | 1+1        | CN              | 3               | 0               | -                  | -                  | -                  | -          | -          | -          | 36     | 2      |
| 2015              | Mjøndalen         | ES                | 28         | 1          | CN              | 4               | 4               | -                  | -                  | -                  | -          | -          | -          | 32     | 5      |
| 2016              | Mjøndalen         | 1D                | 28+1       | 4+0        | CN              | 1               | 0               | -                  | -                  | -                  | -          | -          | -          | 30     | 4      |
| 2017              | Sandefjord        | ES                | 27         | 2          | CN              | 0               | 0               | -                  | -                  | -                  | -          | -          | -          | 27     | 2      |
| gen.-lug. 2018    | Sandefjord        | ES                | 15         | 1          | CN              | 2               | 0               | -                  | -                  | -                  | -          | -          | -          | 17     | 1      |
| Totale Sandefjord | Totale Sandefjord | Totale Sandefjord | 42         | 3          |                 | 2               | 0               |                    | -                  | -                  |            | -          | -          | 44     | 3      |
| lug.-dic. 2018    | Mjøndalen         | 1D                | 14         | 3          | CN              | -               | -               | -                  | -                  | -                  | -          | -          | -          | 14     | 3      |
| 2019              | Mjøndalen         | ES                | 27         | 0          | CN              | 3               | 0               | -                  | -                  | -                  | -          | -          | -          | 30     | 0      |
| 2020              | Mjøndalen         | ES                | 26         | 0          | -               | -               | -               | -                  | -                  | -                  | -          | -          | -          | 26     | 0      |
| 2021              | Mjøndalen         | ES                | 27         | 0          | CN              | 3               | 0               | -                  | -                  | -                  | -          | -          | -          | 30     | 0      |
| 2022              | Mjøndalen         | 1D                | 26         | 3          | CN              | 1               | 0               | -                  | -                  | -                  | -          | -          | -          | 27     | 3      |
| Totale Mjøndalen  | Totale Mjøndalen  | Totale Mjøndalen  | 341+8+     | 24+1+      |                 | 30+             | 5+              |                    | -                  | -                  |            | -          | -          | 379+   | 30+    |
| Totale            | Totale            | Totale            | 383+8+     | 27+1+      |                 | 32+             | 5+              |                    | -                  | -                  |            | -          | -          | 423+   | 33+    |